# بيكوك (خدمة البث)
بيكوك (بالإنجليزية: Peacock) هي خدمة بث فيديوهات أمريكية فائقة الجودة يمتلكها ويديرها قسم التلفزيون والبث المباشر في شركة «إن بي سي العالمية NBCUniversal»، وهي شركة تابعة لشركة «كومكاست Comcast». بدأت الخدمة تحمل اسم شعار «ان بي سي» في 15 يوليو 2020. تعرض الخدمة بشكل أساسي محتوى من استوديوهات «ان بي سي يونيفيرسال»، ومزودي المحتوى الآخرين، بما في ذلك المسلسلات التلفزيونية، والأفلام، والأخبار، والبرامج الرياضية. تتوفر الخدمة في إصدار مجاني مدعوم بالإعلانات بمحتوى محدود، بينما تتضمن المستويات المتميزة مكتبة محتوى أكبر، وإمكانية الوصول إلى محتوى إضافي لشبكة ان بي سي سبورتس NBC Sports، وشبكة دبليو دبليو اي WWE Network.
بدأ تزويد عملاء «اكس فينتي فلكس Xfinity Flex» في 15 أبريل 2020، مع تلقي عملاء X1 المعاينة بحلول 1 مايو، وكان الإصدار الوطني في 15 يوليو 2020. بحلول أكتوبر، وصل لشركة بيكوك أكثر من 22 مليون اشتراك، وبحلول يناير 2021، وصل العدد إلى 33 مليون اشتراك، ثم ارتفع إلى 42 مليون بحلول أبريل، ووصل العدد إلى أقل من 10 ملايين «مشترك مميز».

## تاريخ الخدمة
بدأت شركة «ان بي سي يونيفيرسال»، في 14 يناير 2019، في إقامة ما يسمى «مباشرة إلى المستهلك والمشاريع الرقمية NBCUniversal Direct-to-Consumer and Digital Enterprises» برئاسة بوني هامر. شمل ذلك إطلاق خدمة البث المباشر over-the-top streaming service، المسماة بيكوك وتم إتاحتها في أبريل 2020.
بحلول 28 يناير 2021، كان بيكوك قد جمع 33 مليون مشترك، وفي 29 أبريل، وصل عدد المشتركين في بيكوك إلى 42 مليون مشترك، وفي 23 يونيو، تم الكشف عن أن بيكوك لديها حوالي 10 ملايين مشترك مميز اعتبارًا من مايو 2021.

## وصلات خارجية
- الموقع الرسمي